# Otto von Harras
Otto von Harras (* um 1440; † 1506) war Propst in Nordhausen und Domherr in Meißen und war der zweite Sohn des Hermann von Harras.
Die auf Lichtenwalde wohnende Adelsfamilie von Harras war bestrebt, ihren Einfluss auf die Kirche mittels der Besetzung von Priesterämtern durch Familienangehörige zu festigen, weshalb für Otto der geistliche Stand vorgesehen war. Dietrich von Harras, Bruder des Otto von Harras, nutzte seine Stellung als Diener am Hofe Kaiser Friedrich III., um seinen Bruder zu vermitteln, und so kam es, dass der Kaiser von Wiener Neustadt aus 1466 dem sächsischen Kurfürsten Ernst beauftragte, die vom Kaiser zu besetzende Stelle des Dompropstes im Reichsstift Nordhausen, sobald diese vakant würde, dem Otto von Harras zu übertragen. Otto indes hatte sich noch einige Jahre zu gedulden und wurde so zunächst Diakon beim Hochstift Merseburg (1471), ab 1475 dann auch Pfarrer des Stiftes Ebersdorf.
Er gab aber letztere Stelle nach 1484 auf, um in Nordhausen wirken zu können, wo er 1480 als Dompropst des Heiligkreuzstiftes nachweisbar ist. In dieser hohen Funktion geriet er in den Jahren ab 1480 unverschuldeter Dinge in die Fehde zwischen der Reichsstadt Nordhausen und den Grafen Heinrich von Schwarzburg († 1488), welcher die Zufahrtsstraßen zur Stadt gesperrt hatte und somit dazu beitrug, dass auch das Domstift dadurch an der Einziehung seiner Einkünfte gehindert wurde.
1477 schickte Otto seinen Bruder Dietrich zum Kurfürsten, um sich die zur Pfarre Ebersdorf gehörenden Besitzungen in Schönfeld (bei Rochlitz) nochmals bestätigen zu lassen. Die Bedeutung Ebersdorfs als Wallfahrtsort, welche weit über die einer gewöhnlichen Dorfkirche hinausging, war nicht Otto von Harras zu verdanken, sondern seinem dortigen Amtsvorgänger, einem Naumburger und Meißner Domherrn namens Nikolaus von Rotenfels.
Otto von Harras starb im Jahr 1506, nachdem er auch zur Würde eines Domherrn in Meißen gelangt war.